# Yagyū Munefuyu
Yagyū Munefuyu est un nom japonais traditionnel ; le nom de famille (ou le nom d'école), Yagyū, précède donc le prénom (ou le nom d'artiste).
Yagyū Munefuyu (柳生 宗冬, 1613 – 16 novembre 1675) est un daimyo et professeur de kenjutsu et stratégie militaire au Japon au cours de l'époque d'Edo. Son élève de plus haut rang est Tokugawa Ietsuna, quatrième shogun Tokugawa. Munefuyu est le troisième fils de Yagyū Munenori. Un de ses frères ainés est Yagyū Jūbei Mitsuyoshi. Son frère cadet est Retsudō Gisen, véritable identité du personnage appelé Yagyū Retsudō dans le manga Lone Wolf and Cub. 
En 1650, Munefuyu devient chef du clan Yagyū. En 1657, il reçoit le titre de Hida no kami. En 1668, il accède au rang de daimyo du domaine de Yagyū quand lui est accordé une subvention supplémentaire de terres, ce qui porte ses revenus au-dessus de la limite minimum des 10 000 koku(pour revendiquer le titre de Daimyo). 

## Source de la traduction
- (en) Cet article est partiellement ou en totalité issu de l’article de Wikipédia en anglais intitulé « Yagyū Munefuyu » (voir la liste des auteurs).